# Molophilus pollex
Molophilus pollex är en tvåvingeart som beskrevs av Alexander 1931. Molophilus pollex ingår i släktet Molophilus och familjen småharkrankar. Inga underarter finns listade i Catalogue of Life.